# ضريح سعدي الشيرازي
ضريح سعدي الشيرازي حديقة سياحية تقع في الشمال الشرقي لمدينة شيراز الإيرانية، أقامها الشاعر إيراني بهذا الاسم ويوجد بها قبره. كانت هذه الحديقة في السابق ملكاً للشاعر، وبعد أن توفي دفن فيها.

## أعلام
- شوريدة الشيرازي